# Red Death at 6:14
Red Death at 6:14 è un singolo della rock band statunitense The White Stripes. È stato pubblicato nel settembre 2002. Il brano si trova nell'album Sympathetic Sounds of Detroit.

## Tracklist
7"
1. "Red Death at 6:14"